# Ulota plicata
Ulota plicata là một loài rêu trong họ Orthotrichaceae. Loài này được (P. Beauv.) Brid. mô tả khoa học đầu tiên năm 1819.